# Nestindar
Nestindar è una montagna alta 788 metri sul mare situata sull'isola di Kalsoy, appartenente all'arcipelago delle Isole Fær Øer settentrionali, amministrativamente parte della Danimarca.
È la cima più alta dell'isola, e la tredicesima montagna, sempre per altezza, dell'intero arcipelago.